# Haloquadratum
Haloquadratum (que significa «sal quadrada») és un gènere d'arqueus dins la família Halobacteriaceae. La primera espècie identificada dins aquest grup, Haloquadratum walsbyi, és molt inusual donat que les seves cèl·lules tenen la forma de caixes quadrades planes.
Va ser descobert l'any 1980 per Anthony Edward Walsby a la sabkha Gavish, una llacuna salada de la península del Sinaí a Egipte, però es pot trobar en ecosistemes similars de tot el món, amb la limitació de la profunditat, ja que necessiten certa radiació solar per fer la fotosíntesi i hi ha una relació inversa entre la pressió hidroestàtica i la població d'arqueus amb vacúols, com ara Haloquadratum. Aquest arqueu no es va cultivar al laboratori fins a l'any 2004. Mentre intentaven cultivar Haloquadratum walsbyi, els investigadors aïllaren Haloarcula quadrata, força similar en la seva forma, però genèticament diferent de Haloquadratum, pertanyen a gèneres diferents i no és el microbi dominant en els llacs salats.
Haloquadratum és notable per les seves cèl·lules amb una forma regular quadrada i és relativament abundant en ambients halòfils. Les seves cèl·lules, són molt petites: 0.15 μm. Típicament contenen grànuls de polihidroxialcanoat (PHA) i també molts vacúols plens de gas que fan que suri en l'aigua; el que li permeten una situació òptima per a l'obtenció i captació d'energia (en forma de llum). Les cèl·lules es poden unir les unes amb les altres i fer unes làmines fràgils de fins a 40 micròmetres.
Haloquadratum walsbyi pot arribar, quan l'aigua s'evapora i precipita com halita, a representar el 80 per cent de la biomassa de la salmorra resultant.

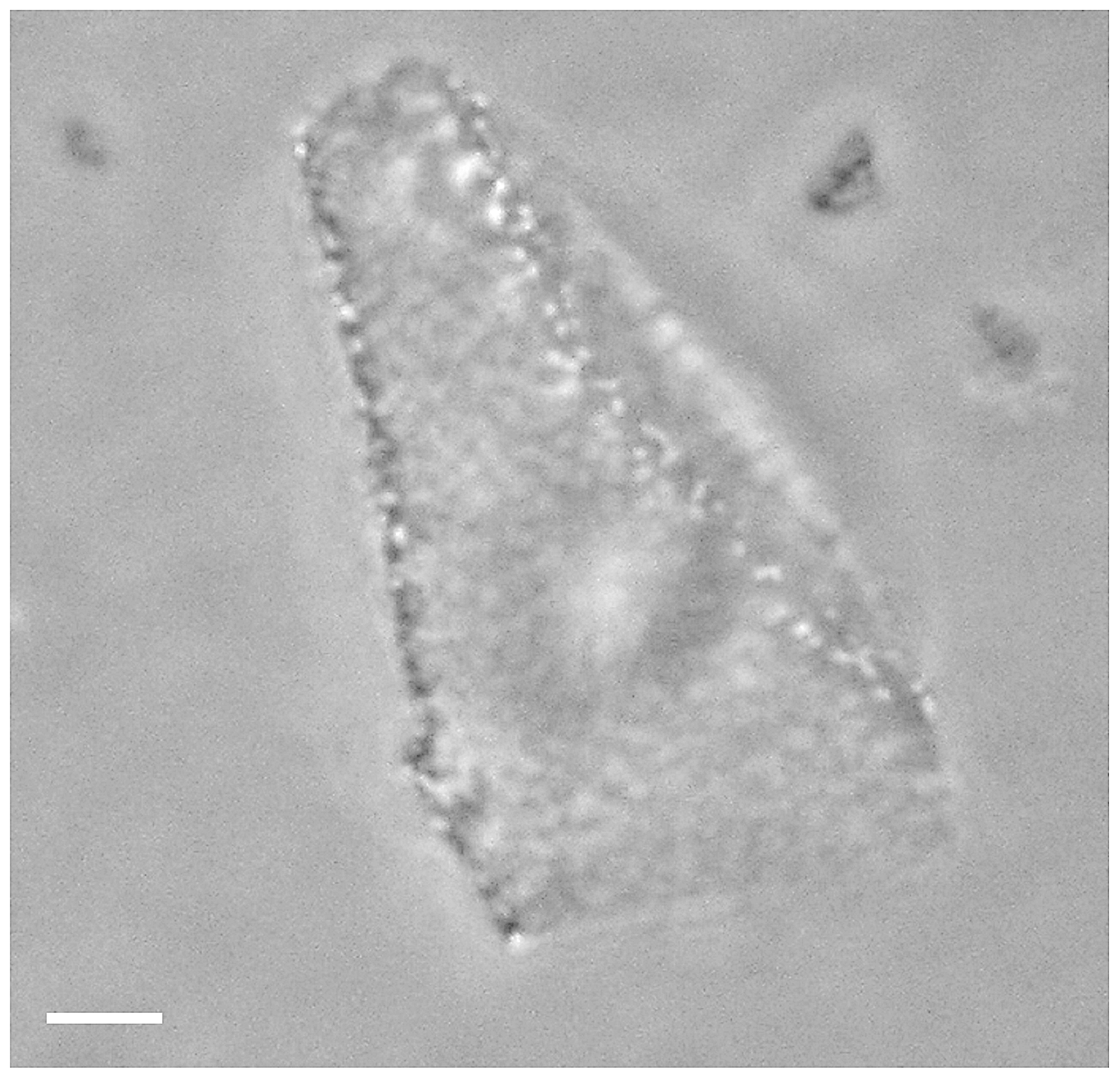
Fotografia de la cèl·lula vista amb microscopi òptic amb contrast de fase. Escala gràfica: 1 µm